# 작점로
작점로(Jakjeom-ro)은 충청북도 영동군 추풍령면에서 시작하여, 경상북도 김천시 어모면을 거쳐 연결하는 도로이다.

## 역사
- 2009년 7월 10일 : 2개 이상 시·도에 걸쳐 있는 도로로 작점로를 고시[1]

## 노선 경로
- 추풍령삼거리 - 신안로
- (이름 없음) - 어모로

## 주요 건물 및 시설
- 능치초등학교 - 경상북도 김천시 어모면 작점로 817
- 능치보건진료소 - 경상북도 김천시 어모면 작점로 845